# Бергер, Хельмут
Хельмут Бергер (нем. Helmut Berger, настоящая фамилия Штайнбергер, 29 мая 1944, Бад-Ишль, Третий рейх — 18 мая 2023, Зальцбург, Австрия) — австрийский актёр, наиболее известный по ролям в фильмах Лукино Висконти.

## Биография
Родился в Бад-Ишле, провёл детство в Зальцбурге и посещал францисканский колледж в Фельдкирхе. В возрасте 18 лет Бергер переехал в Лондон, чтобы обучаться актёрскому мастерству. Для того, чтобы оплатить обучение, он подрабатывал официантом. С 1965 года он учился в университете Перуджи и снимался в эпизодических ролях.
В 1964 году Бергер познакомился с Лукино Висконти, который позже дал ему роль в эпизоде «Сожжённая ведьма» фильма «Колдуньи» (1967 год; фильм состоял из пяти эпизодов, снятых разными режиссёрами). Висконти стал главным режиссёром Бергера, а их гомосексуальные отношения продлились до смерти Висконти.
Всемирную известность Бергеру принесли роли Мартина фон Эссенбека в «Гибели богов» (1969), которую кинокритик Нью-Йорк Таймс Винсент Кэнби назвал «ролью года», и Людвига II в «Людвиге» (1972). В одной из сцен «Гибели богов» Бергер в женском платье пародирует песню, которую Марлен Дитрих исполняла в своём знаменитом фильме «Голубой ангел». В более поздних фильмах режиссёры в основном эксплуатировали одновременно сексуальный и инфернальный образ Бергера, что позволило Андрею Плахову усомниться в наличии у Бергера собственного актёрского таланта.
В 1976 году умер Лукино Висконти, что привело Бергера к глубокой депрессии. В первую годовщину смерти Висконти Бергер совершил попытку самоубийства.
Бергер много снимался в 1980-х и 1990-х годах, в том числе на телевидении, но все его поздние работы уступали по качеству ролям в фильмах Висконти. В 1983—1984 годах он даже снимался в одном сезоне популярной американской мыльной оперы «Династия».
Хельмут Бергер был открытым бисексуалом, ему приписывались романы со знаменитостями обоего пола. Он много раз появлялся в ток-шоу на немецком и австрийском телевидении (что нередко оборачивалось скандалами). С 1994 по 1997 год был женат на актрисе Франческе Гуидато. В 1998 году Бергер опубликовал автобиографию «Ich» (Я), большая часть которой посвящена его личной жизни.

## Фильмография
| Год       | Название                                 | Оригинальное название                 | Режиссёр                          | Примечания                                                 |
| --------- | ---------------------------------------- | ------------------------------------- | --------------------------------- | ---------------------------------------------------------- |
| 1964      | Карусель                                 | La Ronde                              | Роже Вадим                        | Не упомянут в титрах                                       |
| 1967      | Колдуньи                                 | Le streghe                            | Лукино Висконти                   | Фильм состоял из пяти эпизодов, снятых разными режиссёрами |
| 1968      | Молодые тигры                            | I giovani tigri                       | Антонио Леонвиола                 |                                                            |
| 1969      | Ты знаешь, что Сталин делал с женщинами? | Sai cosa faceva Stalin alle donne?    | Маурицио Ливерани                 |                                                            |
| 1969      | Гибель богов                             | La caduta degli dei                   | Лукино Висконти                   | Номинирован на Золотой глобус лучшему новому актёру        |
| 1970      | Портрет Дориана Грея                     | Dorian Gray                           | Массимо Далламано                 |                                                            |
| 1970      | Сад Финци-Контини                        | Il giardino dei Finzi-Contini         | Витторио де Сика                  |                                                            |
| 1971      | Окровавленная бабочка                    | Una farfalla con le ali insanguinate  | Дуччо Тессари                     |                                                            |
| 1971      | Прекрасное чудовище                      | Un beau monstre                       | Серджо Гобби                      |                                                            |
| 1972      | Позорный столб                           | La colonna infame                     | Нело Ризи                         |                                                            |
| 1972      | Фальшивая любовница                      | La fausse maitresse                   |                                   |                                                            |
| 1972      | Людвиг                                   | Ludwig                                | Лукино Висконти                   | Специальная премия «Давид ди Донателло»                    |
| 1973      | Хоровод                                  | Reigen                                | Отто Шенк                         |                                                            |
| 1973      | Обжоры                                   | Les Voraces                           | Серджо Гобби                      |                                                            |
| 1973      | День покаяния                            | Ash Wednesday                         | Ларри Пирс                        |                                                            |
| 1974      | Семейный портрет в интерьере             | Gruppo di famiglia in un interno      | Лукино Висконти                   |                                                            |
| 1975      | Клан безнравственных                     | El clan de los inmorales              | Хосе Гутьеррес Мессо              |                                                            |
| 1975      | Романтическая англичанка                 | The Romantic Englishwoman             | Джозеф Лоузи                      |                                                            |
| 1976      | Салон Китти                              | Salon Kitty                           | Тинто Брасс                       |                                                            |
| 1976      | Победа в Энтеббе                         | Victory At Entebbe                    | Марвин Чомски                     |                                                            |
| 1977      | Зверь с автоматом                        | La belva col mitra                    | Серджо Грико                      |                                                            |
| 1978      | Большая битва                            | Il grande attacco                     | Умберто Ленци                     |                                                            |
| 1978      | Пятая заповедь                           | Das fünfte Gebot                      | Дуччо Тессари                     |                                                            |
| 1979      | Возвращение святого                      | Return of the Saint                   |                                   | Один эпизод британского телевизионного сериала             |
| 1980      | Героин                                   | Eroina                                | Массимо Пирри                     |                                                            |
| 1980      | Фантомас                                 | Fantômas                              |                                   | Телевизионный мини-сериал (4 серии)                        |
| 1981      | Моя жена — колдунья                      | Mia moglie è una strega               | Джузеппе Мочча, Франко Кастеллано |                                                            |
| 1981      |                                          | Le Rose di Danzica                    | Альберто Бевилаква                | Телевизионный мини-сериал                                  |
| 1982      | Охотники                                 | Die Jäger                             | Карой Макк                        |                                                            |
| 1982      |                                          | Flüchtige Bekanntschaften             | Марианне Людке                    | Телевизионный фильм                                        |
| 1983      | Женщины                                  | Femmes                                | Тана Калейя и Дева Танмайо        |                                                            |
| 1983      | Туннель                                  | Tunnel                                |                                   |                                                            |
| 1983      | Большой транспорт                        | Veliki transport                      | Велько Булаич                     |                                                            |
| 1983      |                                          | Victòria! La gran aventura d’un poble | Антони Рибас                      |                                                            |
| 1983      |                                          | Victòria! 2: La disbauxa del 17       | Антони Рибас                      |                                                            |
| 1983/1984 | Династия                                 | Dynasty                               |                                   | Десять эпизодов                                            |
| 1984      |                                          | Victòria! 3: El seny i la rauxa       | Антони Рибас                      |                                                            |
| 1985      | Операция: Изумруд                        | Code Name: Emerald                    | Джонатан Сэнгер                   |                                                            |
| 1987      | Элена                                    | Helena                                | Джанкарло Сольди                  | Телесериал                                                 |
| 1988      | Безликие                                 | Faceless                              | Хесус Франко                      |                                                            |
| 1989      | Пуританка                                | La puritana                           | Нини Грассиа                      |                                                            |
| 1989      |                                          | I promessi sposi                      |                                   | Пятисерийный телевизионный мини-сериал                     |
| 1990      | Крёстный отец 3                          | The Godfather: Part III               | Фрэнсис Форд Коппола              |                                                            |
| 1992      | Аделаида                                 | Adelaide                              | Лучо Гаудино                      |                                                            |
| 1993      |                                          | Boomtown                              | Кристоф Шреве                     | Телевизионный фильм                                        |
| 1993      | Людвиг 1881                              | Ludwig 1881                           | Донателло Дубини, Фоско Дубини    | Бергер второй раз в жизни играл короля Людвига II          |
| 1993      |                                          | Van Loc: un grand flic de Marseille   |                                   | Телесериал; Бергер играл в одном эпизоде                   |
| 1995      | Дело Дрейфуса                            | L’affaire Dreyfus                     | Ив Буассе                         | Телевизионный фильм                                        |
| 1996      | Тень Фараона                             | L’ombre du pharaon                    | Сухейль Бен Барка                 |                                                            |
| 1997      | Последний удар                           | Ultimo taglio                         | Марсело Аваллоне                  |                                                            |
| 1997      | Тео                                      | Teo                                   | Синция Терроне                    | Телевизионный фильм                                        |
| 1999      | Под пальмами                             | Unter den Palmen                      | Мириам Круисхоп                   |                                                            |
| 2004      | Детка                                    | Honey Baby                            | Мика Каурисмяки                   |                                                            |
| 2005      |                                          | Damals warst Du still                 | Райнер Матсутани                  | Телевизионный фильм                                        |
| 2009      | Инициация                                | Blutsfreundschaft                     | Петер Керн                        |                                                            |
| 2009      | Железный крест                           | Iron Cross                            | Джошуа Ньютон                     |                                                            |
| 2011      | Сёстры - убийцы                          | Mörderschwestern                      | Петер Керн                        |                                                            |
| 2013      | Паганини: Скрипач Дьявола                | The Devil's Violinist                 | Бернард Роуз                      |                                                            |
| 2014      | Сен-Лоран. Стиль — это я                 | Saint Laurent                         | Бертран Бонелло                   |                                                            |
| 2019      | Свобода                                  | Liberté                               | Альберт Серра                     |                                                            |

## Премии и награды
В 1969 году Бергер был номинирован на «Золотой глобус» как лучший новый актёр (номинация, прекратившая существование в 1983 году) за роль в «Гибели богов», а роль Людвига принесла ему национальную кинопремию Италии «Давид ди Донателло».
В 2007 году Бергер был удостоен специальной премии «Тедди» Берлинского кинофестиваля (премия присуждается за киноработы, затрагивающие проблемы сексуальных меньшинств) за вклад в кинематограф.